# Réduction des risques sanitaires

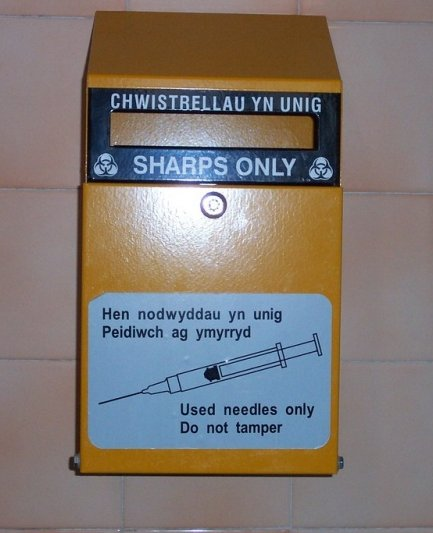

La réduction des risques sanitaires (parfois désignée par le sigle RdR) désigne l'ensemble des stratégies visant à limiter les risques ou méfaits en matière de santé.

## Réduction des risques liés à la sexualité
Elle vise essentiellement à l'information sur le sexe sans risques en avertissant sur les risques d'infections sexuellement transmissibles et sur les risques de grossesse.
Cette méthode particulière de prévention se démarque par le rapport différent qu'elle crée avec le public visé, celui-ci tient plus de la responsabilisation et de l'échange de savoir que de l'imposition d'une norme de prévention n'étant souvent pas adapté à de nombreux publics.
Elle diffère des méthodes de prévention précédentes par la volonté d'informer les personnes sur les risques encourus et par la présentation de méthodes de prévention n'étant pas garanties à 100 % (méthodes barrières tel que la cape cervicale, le diaphragme...).
Le but est de cesser d'imposer un moyen unique de prévention qui serait fiable théoriquement à 100 % mais souvent mal adapté aux conditions de vie des personnes, ce qui entraînerait une mauvaise utilisation, qui rendrait le moyen très peu fiable en réalité. De ce constat, la démarche de réduction des risques vise à promouvoir de multiples moyens de prévention (même si ceux-ci ne sont pas fiables théoriquement à 100 %) pour permettre aux personnes de choisir les moyens les plus adaptés à leur mode de vie en toute connaissance de cause.
Un moyen de prévention moins fiable théoriquement mais en pratique bien utilisé est plus efficace qu'un moyen fiable à 100 % en théorie mais qui en pratique ne peut être utilisé correctement. Il s'agit donc de ne pas faire disparaître tout risque théorique (comme les précédentes méthodes de prévention), mais de permettre aux personnes de réduire les risques de grossesses ou de transmission de MST, par exemple, en mesurant les risques pris.
Elle part du principe qu'il n'y a pas de vie sans risques.

## Réduction des risques liés à l'usage de produits psychoactifs

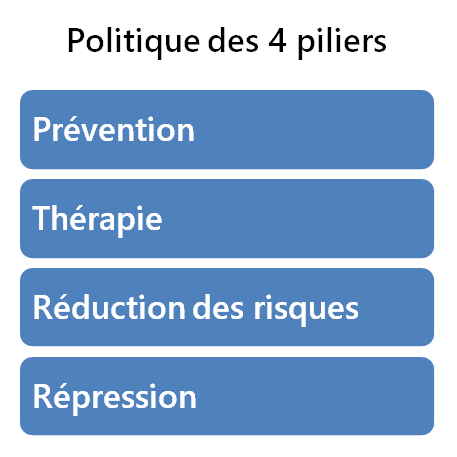
La politique suisse en matière de drogues repose sur 4 piliers : prévention, thérapie, réduction des risques et répression.

L'essor des politiques de réduction des risques liés à la toxicomanie est principalement dû à l'apparition du SIDA dans les années 1980. Son but initial était de limiter la transmission d'infections type hépatites ou VIH chez les usagers-injecteurs de drogues. Elle s'est ensuite élargie à la prise en charge globale de la santé des usagers, prenant en compte les différents risques sanitaires en fonction des produits, des personnes et de leur environnement.
En 2016, la FFA (fédération française d'addictologie) organise l'audition publique « Réduction des risques et des dommages liés aux conduites addictives » qui introduit la notion de réduction des risques liés à la consommation d'alcool. Elle publie un Rapport d'orientation et 15 recommandations de la Commission d'audition.
En 2016, l'Agence régionale de santé PACA décide de soutenir un projet innovant mené sur 2 ans destiné à modéliser une approche de réduction des risques liés aux consommations d'alcool, dans le cadre des « actions innovantes ». L'association SANTé ! Alcool et réduction des risques, située à Marseille, est alors chargée d'expérimenter, de formaliser et de modéliser une méthode d'intervention pour intégrer et accompagner les consommations d'alcool (méthode IACA). La Mission interministérielle de lutte contre les drogues et les conduites addictives soutient également l'action en positionnant l'Inserm et le CRES PACA comme équipes de recherche chargées d'évaluer et de rendre transférable la proposition de l'association SANTé !  Les résultats de cette action sont publiés en 2019 dans un rapport de modélisation diffusé largement aux intervenants du secteur spécialisé en addictologie. Première structure en France dédiée à la réduction des risques alcool, elle réalise la première action de formalisation et de modélisation de l'approche réduction des risques liés à la consommation d'alcool. Ses travaux correspondent aux orientations des politiques publiques de soin, d'accompagnement, de prévention et de promotion de la santé. L'enjeu est désormais de trouver les leviers pour faire évoluer les pratiques de terrain des intervenants, pour diversifier les modalités d'accompagnement, pour que les personnes consommatrices d'alcool puissent trouver des formes d'accompagnement intégrant l'approche RdR Alcool orientée vers la notion de mieux-être, d'amélioration de la qualité de vie et de rétablissement.

## Réduction des risques d'épidémie
La distanciation physique atténue les effets d'une épidémie, permettant une réduction de la morbidité et une meilleure adaptation de la capacité d'accueil du système de santé aux besoins.

## Recommandations de référents internationaux
Le 6 août 2010 lors de la soixante-cinquième session de l'Assemblée générale des Nations unies, monsieur Anand Grover, agissant en qualité de rapporteur spécial, soumet son rapport sur Le droit qu’a toute personne de jouir du meilleur état de santé physique et mentale possible, conformément à la résolution 6/29 du Conseil des droits de l’homme.
Ses recommandations, en conclusion, vont dans le sens d'une libéralisation des usages et d'un retrait de la répression des États membres allant jusqu'à préconiser d'« abroger ou réformer profondément les lois et politiques interdisant l’accès aux services de santé essentiels aux usagers de drogues, et examiner les initiatives de répression relatives au contrôle des drogues afin de garantir leur conformité aux obligations en matière de droits de l'homme. »
Les mesures sanitaires de réduction des risques sont encouragées, et, d'autre part, détaillées dans la liste ONUSIDA. Il considère que les États membres devraient veiller à leur accessibilité. Cette politique se propose en alternative au programme passé de l'ONUDC.
Ces considérations ont aussi été soutenues par l'expertise réunie des organismes de spécialistes des domaines scientifiques, médicaux et sanitaires agissant en matière de politiques communautaires qui ont une portée mondiale ou internationale. Leur contenu est énoncé dans la Déclaration de Vienne alors que se tenait la  XVIIIe Conférence internationale sur le sida (SIDA 2010) du 18 au 23 juillet 2010, à Vienne. La pétition qu'elle inclut compte, parmi ses premiers signataires, Françoise Barré-Sinoussi, corécipiendaire du Prix Nobel de médecine pour la découverte du virus de l'immunodéficience humaine (VIH).